# Aleuronudus manni
Aleuronudus manni là một loài côn trùng cánh nửa trong họ Aleyrodidae, phân họ Aleurodicinae.
Aleuronudus manni được Baker mô tả khoa học đầu tiên năm 1923.